# Il diavolo
Il diavolo is een Italiaanse filmkomedie uit 1963 onder regie van Gian Luigi Polidoro. Hij won met deze film de Gouden Beer op het filmfestival van Berlijn.

## Verhaal
Een Italiaanse handelsreiziger wordt naar Zweden gestuurd voor zijn werk. Hij denkt dat hij er als Italiaan in de smaak zal vallen bij de vrouwen. De geëmancipeerde Zweedse vrouwen plaatsen hem echter voor enkele vreemde verrassingen.

## Rolverdeling
| Acteur                 | Personage            |
| ---------------------- | -------------------- |
| Alberto Sordi          | Amedeo Ferretti      |
| Gunilla Elm-Tornkvist  | Corinne              |
| Anne-Charlotte Sjöberg | Karina               |
| Barbro Wastenson       | Barbro               |
| Monica Wastenson       | Monica               |
| Ulla Smidje            | Vrouw van de dominee |
| Ulf Palme              | Dominee              |
| Lauritz Falk           | Falkman              |